# Pettson et Picpus (film)
Pour plus de détails, voir Fiche technique et Distribution.
Pettson et Picpus (Pettson och Findus: Katten och gubbens år) est un film suédois réalisé par Albert Hanan Kaminski, sorti en 1999.

## Synopsis
Alors que la tempête gronde, Pettson et Picpus se remémorent leurs aventures.

## Fiche technique
- Titre : Pettson et Picpus
- Titre original : Pettson och Findus: Katten och gubbens år
- Réalisation : Albert Hanan Kaminski
- Scénario : Torbjörn Jansson et Sven Nordqvist d'après sa série de livres pour enfants Pettson et Picpus
- Musique : Olivier Lliboutry, Lennart Olsson et Jochen Schmidt-Hambrock
- Production : Piodor Gustafsson, Ulf Synnerholm et Peter Völkle
- Société de production : Happy Life Animation et TV-Loonland
- Pays :  Suède et  Allemagne
- Genre : Animation et aventure
- Durée : 75 minutes
- Dates de sortie : 
  -  Suède : 25 décembre 1999
  -  France : 14 février 2001

## Doublage
- Tord Peterson : Pettson
- Kalle Lundberg : Picpus
- Nis Bank-Mikkelsen : Dr. Karlsen
- Terese Damsholt : Else
- Bente Eskesen : Tulle
- Sally Grace : Prillan
- David Holt : Gustavsson

## Accueil
Emmanuèle Frois pour Le Figaroscope qualifie le film de « très joli résultat, plein d'invention, de poésie et destiné aux tout-petits ». Pour Michel Roudevich de Libération « il y a de la finesse et beaucoup de tendresse dans les parages de Pettson et Picpus ».